# レプチン

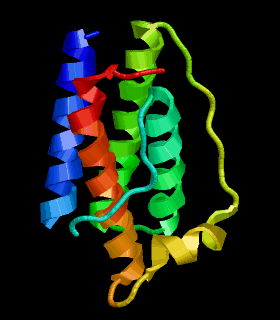
レプチンの立体構造

レプチン (leptin) は脂肪細胞によって作り出され、強力な飽食シグナルを伝達し、交感神経活動亢進によるエネルギー消費増大をもたらし、肥満の抑制や体重増加の制御の役割を果たす16kDaのペプチドホルモンであり、食欲と代謝の調節を行う。ギリシャ語で『痩せる』を意味するλεπτός (leptos) から命名された。

## 概要
1994年にジェフリー・フリードマンによって、マウスで発見された.。
ヒトでは7番染色体に Ob(Lep) 遺伝子が位置している。6種類の受容体 (LepRa, LepRb, LepRc, LepRd, LepRe, LepRf) と結合し、そのうちLepRbだけの細胞内シグナルドメインが機能する。これらの受容体は視床下部の多数の核に発現して効果を発揮している。レプチンはジャクソン研究所のマウスの集団内にランダムに発生した肥満マウスの研究でクローン化された。これらのマウスは非常に食欲過剰で肥満である。レプチン遺伝子の変異した人間も僅かながら存在し、多くは近親交配が原因である。かれらはほぼ常に食べ続けて7歳の時点で45kgを越える太りすぎになることがある。
レプチンは全身の脂肪細胞で作られ、食欲と代謝の調整のために大まかな体脂肪の量を脳へ伝える。レプチンは、神経ペプチドY (NPY) とアグーチ関連ペプチド (AgRP) が発現するニューロンの働きを抑制して、アルファ･メラノコルチン刺激ホルモン (α-MSH) の活性を増大する働きをもつ。
レプチンを過剰に発現させるマウスでは、尿中のストレスに反応するホルモンであるノルアドレナリン、アドレナリン排泄量が約2.5倍に増加し、持続的な交感神経活動亢進のため血圧が上昇することが確認されている。過剰なレプチンは交感神経の活動を亢進させ、血管を収縮させること等により、血圧を上昇させる。

## 肥満信号としてのレプチン
- これまでに、レプチンとインスリンだけが肥満信号の基準を満たしている。
- レプチンは体脂肪に比例した水準で循環して、中枢神経系 (CNS) へ血漿中の濃度に比例して入る。
- 受容体はエネルギーの取入と消費の調節にかかわる脳のニューロンで見られる。

## 作用機構
レプチンが血液脳関門を越えるのに受容体ニューロンが必要なのかは分かっていない、なぜなら弓状核のある正中隆起のあたりには存在していないからである。血液脳関門を越えるとしても、それが受動的な過程を通して起こるのか、能動的な過程を通して起こるのか分からない。
中枢神経系と相互作用するために、レプチンはまず、血液脳関門を越えなければならないが、輸送体として機能する内皮細胞のレプチン受容体を通して関門を乗り越える。
レプチンが一旦Ob-Rb受容体に付くと、stat3が活性化して核の遺伝子発現を変えると考えられ、2つの効果があらわれる。
- 同化作用回路の食糧摂取量の減少およびエネルギーの消費の増加による抑制。視床下部でのレプチン作用はNPYとAgRPの負の調節作用を引き起こす。双方の強力な食欲促進分子がエネルギーの取り入れの増加を刺激する。数時間の測定では2つのうちNPYの方がより強力だが、AgRPには、より長く続く効果がある。脳室内 (i.c.v.) 投薬による過食症の測定実験は、AgRPの効果が1週間持続すること、AgRPを一度の脳室内注入後のエネルギー取り込みの累増によって、より強力な食欲促進因子であること示す。この理由が完全に理解されているというわけではなく、AgRPが異化α-MSH反応を妨げ、その寿命の原因となるのかもしれないと考えられている。
- 異化作用回路の活性化もまた、食糧摂取量とエネルギーの消費の低下を引き起す。レプチンがプロオピオメラノコルチン (POMC) 先駆分子の分割に必要である。これは、ホルモンのアルファ・メラノコルチン刺激ホルモン (α-MSH) を作り出すことができる様にする。エネルギー取り込みを刺激して、低いα-MSH水準はメラノコルチン拒食症経路を活性化。したがって、α-MSHの増加はエネルギー取り込みを抑制する。

両方の経路で、反応は弓状核から室傍核までに投射される。そこから、中枢自律神経の経路は肝臓と胃から迷走神経の信号と合同した後脳の弧束核(NTS)までの信号を運ぶ。弧束核からのネットニューロンの出力はエネルギー取り込みと消費を変化させ、体重に影響を引き起こす。また、レプチンは適切な体重になった女性の思春期を開始させる役目を果たす。
レプチンに活性化される他の細胞内シグナル経路があるが、その効果については少ししか知られていない。レプチンへの反応で、受容体ニューロンは興奮するシナプスの数と種類の再構成が見られる。
マウスでは雌雄両方の生殖に要求される。